# Zygmunt Szkocny
Zygmunt Szkocny (ur. 31 lipca 1911 w Czeladzi, zm. 19 lutego 2003 w Katowicach) – twórca miniaturowych książek, rekordzista Księgi rekordów Guinnessa za najmniejszą książkę świata, honorowy obywatel miasta Czeladź.

## Życiorys
Absolwent Wydziału Architektonicznego Budowlanego Śląskich Technicznych Zakładów Naukowych. Po szkole został pracownikiem Wojewódzkiego Biura Projektów w Katowicach. W 1934 r. stworzył pierwszą miniaturową książkę. Natchnięty artykułem prasowym o królowej holenderskiej Julianie i należącym do niej eksponacie, książeczce wielkości znaczka pocztowego, wydrukowanej przez holenderską oficynę Zandan postanowił wykonać podobne dzieło. Była poświęcona historii III powstania śląskiego – największe formatowo dzieło o wymiarach 20 na 15 mm.
W 1955 r., w wieku czterdziestu czterech lat, uzyskał dyplom – inżyniera budownictwa lądowego na Politechnice Krakowskiej. Po przejściu na emeryturę, po ukończeniu Kursu Prawnego dla Biegłych przez 25 kolejnych lat był biegłym Sądu Wojewódzkiego w Katowicach. Od 1970 r. był aktywnym członkiem Oddziału Śląskiego Towarzystwa Przyjaciół Książki.
W 1976 r. stworzył ręcznie, wyłącznie przy użyciu piórka technicznego i szkła powiększającego. jedyne w swym rodzaju dzieło, Alfabet łaciński, liczący 28 stron, o mikroskopijnym formacie 1×0,8 mm. Pozycja ta została umieszczona w Księdze rekordów Guinnessa jako najmniejsza książka świata.
Jednym z ostatnich dzieł artysty była biografia Aleca Guinnessa, w której na 40 stronach o wymiarach 3 na 4 mm pomieścił aż 600 liter!
Zygmunt Szkocny zmarł 19 lutego 2003 w swym domu w Katowickiej dzielnicy Piotrowice dożywszy wieku 92 lat.

## Twórczość
Zygmunt Szkocny przez całe życie stworzył 165 miniaturowych książek, z czego część została zniszczona w czasie wojny. Niektóre dzieła sam twórca odtworzył ponownie. Jego pierwszym dziełem było Trzecie Powstanie Śląskie o wymiarach 20x15mm. Powstało ono w 1934 r. i na 112 stronach mieściło historię Powstania Śląskiego z 1921 r. 
W 1970 otworzył w swoim domu w Piotrowicach Muzeum Najmniejszych Książek, gdzie zgromadzono 87 eksponatów. Część swych dzieł podarował różnym światowym osobistościom lub instytucjom. Prezenty takie otrzymali: Jan Paweł II, Beatrix, królowa Holandii, Michaił Gorbaczow, Ronald Reagan i Wisława Szymborska. Wśród instytucji i firm posiadających tak unikalne dary znalazły się: Muzeum Zamku Królewskiego w Warszawie, Muzeum Historii Katowic, Urząd Miasta Czleadź, Parafia Matki Bożej Różańcowej w Katowicach Zadolu oraz Huta Łaziska.
Oprócz książek w tradycyjnym formacie na uwagę zasługują również:
- ustawa budowlana zapisana na znaczku pocztowym,
- akt abdykacji Napoleona I w języku polskim i francuskim wysokości 2,5 mm,
- szachownica wielkości 15x15 mm, z figurkami o wysokości 0,5 do 1 mm rzeźbionymi w srebrze,
- ziarnko grochu, zapisane modlitwami powszechnymi: Ojcze nasz, Zdrowaś Mario i Wierzę w Boga.

## Odznaczenia honorowe i zawodowe
- 1967 – Srebrna Odznaka "Zasłużony w rozwoju województwa katowickiego"
- 1971 – Odznaka Działacza Kultury PRLM
- 1973 – Złota Odznaka "Zasłużony w rozwoju województwa katowickiego"
- 1974 – Medal 30-lecia Polski Ludowej
- 1974 – Krzyż Kawalerski Orderu Odrodzenia Polski
- 1976 – Dyplom Guinnessa za najmniejszą książkę świata 0,8 mm
- 1984 – Dyplom Ministerstwa Kultury i Sztuki w roku Jubileuszowym 40-lecia Polski Ludowej
- 1989 – Dyplom honorowy Ministerstwa Kultury i Sztuki za osiągnięcia w upowszechnianiu kultury